# Nexhmije Hoxha
Pour les articles homonymes, voir Hoxha.
Nexhmije Hoxha, née le 7 février 1921 à Bitola (Royaume des Serbes, Croates et Slovènes) et morte le 26 février 2020 à Tirana, est une femme politique albanaise, épouse du dictateur communiste Enver Hoxha.

## Biographie
Nexhmije Xhuglini naît à Bitola dans l'actuelle Macédoine du Nord, de parents albanais. Elle étudie à Tirana. 
En novembre 1941, durant l'occupation italienne de l'Albanie consécutive à la Seconde Guerre mondiale, elle rejoint le Parti communiste d'Albanie à sa création. Un an plus tard, elle est élue au conseil du Mouvement de libération nationale. Elle combat dans la 1re division de l'armée de libération nationale. 
En 1943, elle est élue au secrétariat de la Ligue des femmes albanaises, une organisation communiste qu'elle préside de 1946 à 1952.
Elle est membre de la Fédération démocratique internationale des femmes.
À la Libération en 1945, Nexhmije Hoxha épouse Enver Hoxha, chef du Parti communiste et du gouvernement de la République populaire d'Albanie. 
Nexhmije Hoxha est élue à l'Assemblée nationale en 1948, alors que son époux met en place les instruments d'une dictature d'inspiration stalinienne. En 1952, elle rejoint le comité central du Parti communiste, rebaptisé Parti du travail d'Albanie. En 1966, elle est directrice de l'Institut des études marxistes–léninistes.
À la mort d'Enver Hoxha en 1985, Nexhmije Hoxha prend la suite de son époux à la tête du Front démocratique, l'organisation populaire dirigée par le Parti. Elle défend l'héritage politique de son mari, notamment pendant la période des réformes (1990-1991). Elle est forcée de démissionner du Front démocratique en décembre 1990, pour laisser la place au Premier ministre Adil Çarçani. 
Elle est arrêtée et condamnée en 1993 à neuf ans de prison pour les détournements de fonds réalisés pendant la dictature. Elle est libérée par la suite,.
Elle meurt le 26 février 2020 à l'âge de 99 ans à son domicile à Tirana de causes naturelles. Au moment de sa mort, elle était la plus ancienne membre de la direction communiste d'Albanie.

### Famille
Nexhmije Hoxha et Enver Hoxha ont eu trois enfants, deux fils, Ilir et Sokol, ainsi qu'une fille, Pranvera.